# 朔州站
朔州站，原名朔县站，位于中华人民共和国山西省朔州市朔城区，有北同蒲铁路、神朔铁路经过本站，始建于1939年，距离太原站226公里，距离大同站129公里，隶属于中国铁路太原局集团，现为三等站。